# Montanha dos Macacos (Guiana)
Montanha dos Macacos (também Wandike) é uma aldeia indígena na região de Potaro–Siparúni, na Guiana. A aldeia é habitada pelas tribos Patamona e Macuxi. Montanha dos Macacos está localizada perto da fronteira com o Brasil. A aldeia partilha o seu nome com a montanha próxima com uma altura de 591 metros. O nome é derivado da migração sazonal de macacos.

## Visão geral
Montanha dos Macacos está localizada na serra de Pacaraima e fica a uma altitude de 520 metros. A aldeia tem uma escola, um centro de saúde e uma esquadra da polícia. As pessoas em Montanha dos Macacos são multilíngues, falando Patamona, Macuxi, Português e Inglês. A vila recebeu conexão com a internet em 2019. O toshao (chefe da aldeia) em 2019 é Lincoln Singh.
Uma grande atração é a Exposição Paxaraima Norte, um evento de dois dias com exposições e competições esportivas para as comunidades indígenas.

## Economia
A economia costumava ser baseada na agricultura de subsistência, caça e coleta. Uma importante atividade econômica da vila é a extração de pedras preciosas como cristais, ametista, jaspe e ágata.
Em 2018, um lapidário foi construído com assistência governamental e em cooperação com as aldeias de Kato, Kurukabaru, Maikwak e Tuseneng. O lapidário permitirá que os próprios moradores processem as pedras e exportem joias.

## Transporte
Há uma conexão rodoviária não pavimentada entre Karasabai e Montanha dos macacos. O principal acesso é aéreo através do Aeroporto de Montanha dos macacos localizado próximo à vila.